# Yair Qedar
Yair Qedar (hebreiska: יאיר קדר), född 13 juni 1969 i Afula i Israel, är en israelisk dokumentärfilmare, medborgarrättsaktivist och journalist.
Yair Qedar utbildade sig från 1991 i hebreiska språket och litteraturen vid Tel Avivs universitet.
I sitt projekt "Hebréerna" har han i 19 långa dokumentärfilmer skildrat lika många författare av modern litteratur på hebreiska. Han har också gjort ett antal filmer om HBT-frågor och är själv en framträdande HBT-aktivist och har grundat den första gaytidningen i Israel.
Förutom sitt arbete som dokumentärskapare är Qedar också engagerad i HBT-gemenskapen. Till exempel grundade han den allra första israeliska gaytidningen och gjorde dokumentären Gay Days, som skildrar Israels så kallade "rosa revolution".
Qedar bor i Tel Aviv.

## Filmer i urval
- Gay Days, som skildrar Israels så kallade "rosa revolution", 2009
- The 5 Houses of Lea Goldberg, om Leah Goldberg, 2011
- The Awakener, om Yosef Haim Brenner
- The Fourth Window , om Amos Oz, 2021
- Aktivisten , om Karl Marx
- Spinoza: 6 Reasons for the Excommunication of the Philosopher om den holländska filosofen Benedictus de Spinoza, 2023